# Engelhorn (Unternehmerfamilie)
Engelhorn ist der Name einer Unternehmerfamilie, der unter anderen Friedrich Engelhorn (1821–1902), Mitgründer der Badischen Anilin- & Soda-Fabrik AG (BASF) und späterer Inhaber von Boehringer Mannheim, angehört.

## Familie

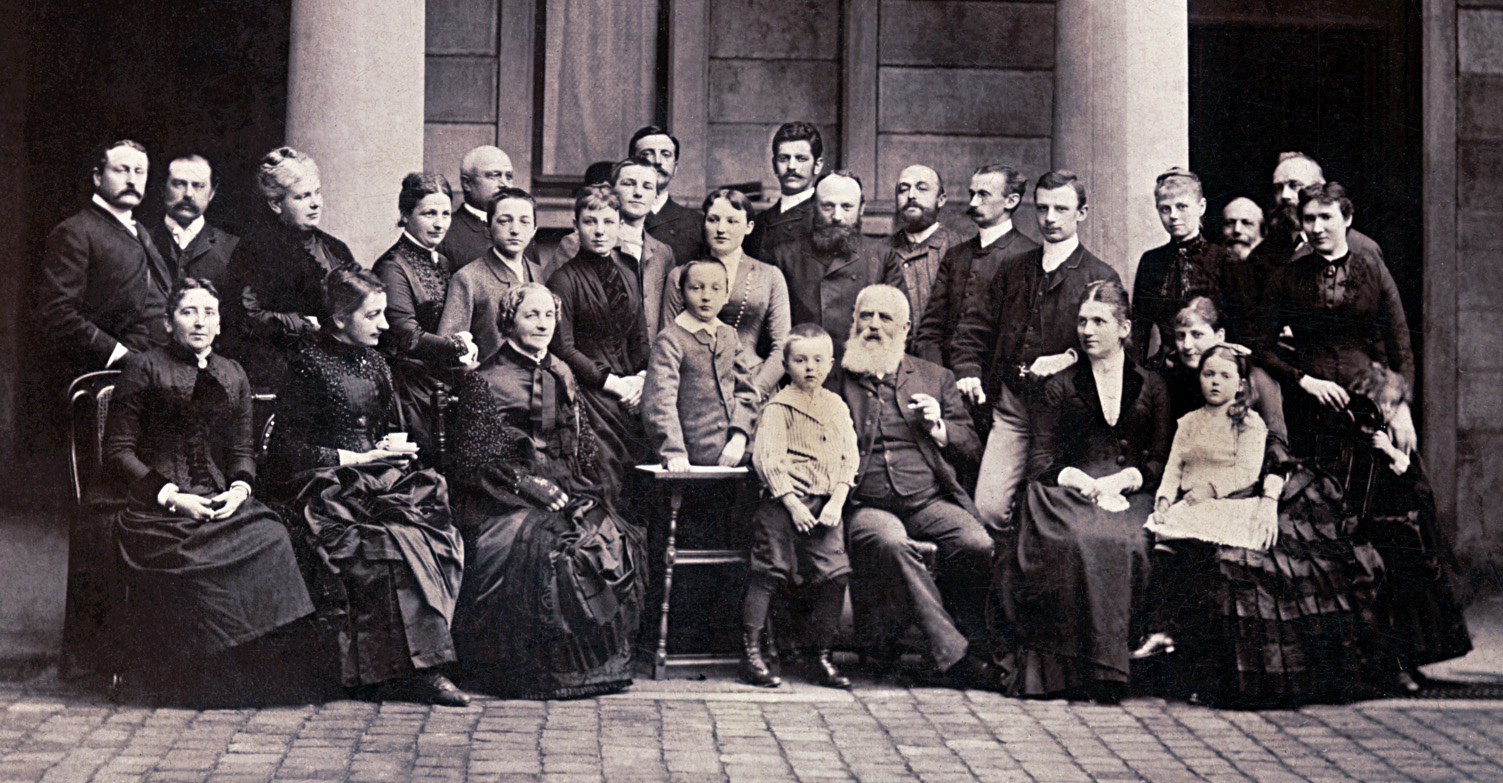
Familie Engelhorn im Jahr 1887

Friedrich Engelhorns Großvater Conrad Engelhorn zog 1788 von Hockenheim nach Mannheim. Sein Sohn Johann Engelhorn (1793–1880) wurde Bierbraumeister und bekam mit seiner Ehefrau Christine geb. Schäffer (1798–1883) vier Kinder, Friedrich wurde 1821 als jüngster geboren. Im Juni 1847 heiratete Friedrich die wohlhabende Mannheimer Brauerstochter Marie Brüstling (1825–1902). Aus der Ehe gingen elf Kinder hervor, der Erstgeborene (Fritz) verstarb im Kindesalter.
Friedrich gründete am 6. April 1865 gemeinsam mit August Clemm, Carl Clemm, Friedrich Reiß, Seligmann Ladenburg und Leopold Ladenburg von der Familie Ladenburg und dem Bankhaus Ladenburg die Badische Anilin- und Sodafabrik als Aktiengesellschaft. 1883 trat er aus dem Vorstand der BASF aus und kaufte die Hälfte der Anteile des Mannheimer Pharmaunternehmens C. F. Boehringer und Söhne.
Die Firma Boehringer Mannheim wurde 1997 von vier Urenkeln Friedrichs, Curt Engelhorn, Peter Engelhorn (nach dessen Tod Traudl Engelhorn-Vechiatto), Christof Engelhorn und Christa Gelpke steuerfrei für elf Milliarden Dollar (knapp 19 Milliarden DM) an den Schweizer Pharma-Konzern Roche Holding verkauft.

## Genealogie
- Friedrich Engelhorn (* 17. Juli 1821 in Mannheim; † 11. März 1902 ebenda) ⚭ Marie Brüstling (1825–1902)
  - Fritz († im Kindesalter)
  - Marie (* 14. Juni 1848 in Mannheim; † 7. Juni 1936 in München)
  - Anna Maria Magdalena (* 27. Juli 1849 in Mannheim; † 24. Mai 1915 in Heidelberg)
  - Bertha (* 12. September 1851 in Mannheim; † 3. November 1878 ebendort) ⚭ Carl Reiß (* 15. Februar 1843 in Mannheim; † 3. Januar 1914 ebenda)
  - Elise (* 4. Januar 1853 in Mannheim; † 21. November 1920 in Heidelberg)
  - Emma (* 16. März 1854 in Mannheim; † 4. April 1911 in Karlsruhe) ⚭ Heinrich Jakob Felix Hübsch (1840–1917)
  - Johann Friedrich August (auch Junior genannt, * 23. November 1855 in Mannheim; † 3. Januar 1911 in Mannheim), wurde 1892 Alleineigentümer des Pharmaunternehmens Boehringer Mannheim; ⚭ Marie Friederika, geborene Joerger (1866–1953)
    - Fritz Carl (1886–1956) ⚭ Annamarie, geborene Clemm (1899–1981)
      - Christa Gelpke, geborene Engelhorn (* 30. Juni 1932 in Mannheim; † 1. Februar 2014 in Küsnacht, Kanton Zürich) ⚭ Wendelin Gelpke (1932–2001)
        - Nikolaus Konstantin Gelpke (* 3. Oktober 1962 in Zürich)

    - Hans Robert (19. Februar 1888 in Mannheim; † 17. Januar 1960 in Heidelberg), verheiratet 1921 mit Baroness Marie Krause (* 9. März 1893 in Magdeburg); später mit Caroline Wimmer (* 15. April 1907 in Offenbach)
    - Kurt Maria (* 15. Dezember 1889 in Mannheim; † 24. September 1958 in Augsburg) ⚭ Anita Schlemmer (1891–1971)
      - Elisabeth (1923–2020), verheiratete Hoskins
      - Curt Rudolf Glover (* 25. Mai 1926 in München; † 13. Oktober 2016), viermal verheiratet: 1951 Frances Galpin (1927–2006), 1962 Hildegard Köhler, 1971 Anneliese („Anne“) Frankenberger und 1995 Heidemarie Haegin.
        - Diana und Claudia, mit Frances
        - Kurt Alexander (* 1947), mit Henriette
        - Elisabeth („Sissi“) und Carolin, mit Anne

    - Rudolf Conrad (* 27. November 1892 in Mannheim; † 13. Oktober 1945) ⚭ Lotte geb. Clemm (* 1900)
      - Peter (* 4. Februar 1924 in Mannheim; † 16. Dezember 1991 in Montreux) ⚭ Gertraud „Traudl“ Engelhorn-Vechiatto (geboren am 19. Jänner 1927 in Wien; gestorben am 22. September 2022 in der Schweiz)
        - vier Töchter: Angelika Milos-Engelhorn (* 1956), Ariane Binder (* 1957), Alissa Gerlich (* 1959) und Sonia Engelhorn (* 1962)
          - Enkelin: Marlene Engelhorn (geboren 1992 in Wien)

      - Christof (* 8. Mai 1926 in Heidelberg; † 3. August 2010 in Meggen, Kanton Luzern) ⚭ Ursula Hertha Ida Daisy Lisa geborene von Frankenberg und Ludwigsdorf (1923–2016)
        - zwei Kinder: Vera (* 1955) und Stefan (1951–2002)

  - Robert (* 28. Dezember 1856 in Mannheim; † 7. September 1944 in Baden-Baden), vier Kinder
  - Martha (* 16. Januar 1858 in Mannheim; † 15. Juli 1946 in Hemsendorf, Sachsen) ⚭ Hans Karl Georg Schmige (1852–1913), drei Kinder
  - Ludwig Louis (* 12. August 1859 in Mannheim; † 4. September 1930 in New York), fünf Kinder
  - Laura Marie Antoinette (* 1. September 1861 in Mannheim; † 6. September 1955 in Sinnershausen) ⚭ Konrad Friedrich von Hausmann (1853–1923)

Geschwister von Friedrich Engelhorn:
- Johann Christoph („Jean“) Engelhorn (1818–1897), Gründer des Engelhorn Verlags
  - Carl Engelhorn (* 1. März 1849 in Stuttgart; † 12. Dezember 1925 ebenda), Verleger
  - Klara Engelhorn (1854–1908) ⚭ Verleger Karl Trübner (1846–1907)
- Helene Louise Engelhorn (1820–1846), heiratete 1838 den Verleger Heinrich Hoff

Der Cousin Eduard Engelhorn (1830–1907) war Jurist und Präsident des Badischen Verwaltungsgerichtshofes.
Eitel Friedrich „Fritz“ Freiherr Schilling von Cannstatt (* 1. Juli 1904 in Annaberg bei Bad Godesberg; † 25. Juli 1997 in Baden-Baden) war ein weiterer Urenkel von Friedrich Senior.